# Femmes dans le corps des Marines des États-Unis

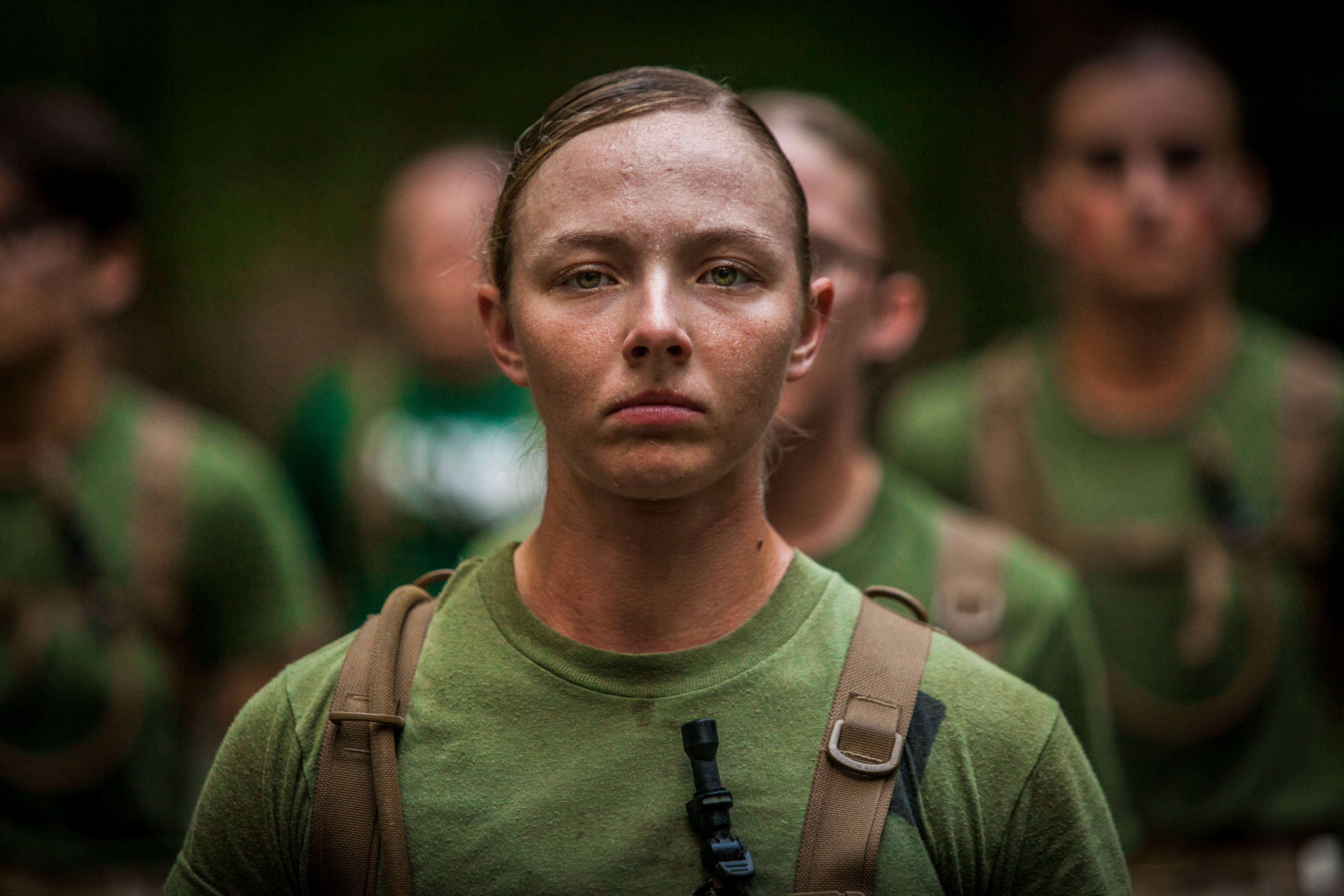
Une candidate officier des Marines debout au garde-à-vous lors d'une course organisée, à Marine Corps Base Quantico, 2019

Il y a des femmes présentes dans le corps des Marines des États-Unis depuis 1918, et les femmes continuent d'y servir aujourd'hui,. En 2016, les femmes représentent 8 % de tous les Marines enrôlés actifs et 7,5 % des officiers actifs. Ces chiffres donnent au Marine Corps le taux de femmes le plus bas dans toutes les branches militaires américaines. La présence des femmes dans le Corps des Marines est apparue pour la première fois en 1918 lorsqu'elles ont été autorisées à effectuer des tâches administratives dans le but de combler les taches des Marines masculins combattant à l'étranger. Ce n'est qu'en 1948 que les femmes ont pu devenir membres permanents du Corps avec l'adoption de la Women's Armed Services Integration Act. Cependant, même avec la loi sur l'intégration, les femmes étaient toujours interdites de certaines spécialités professionnelles militaires. Ce n'est qu'en 2016 que le secrétaire à la Défense Ash Carter a annoncé que toutes les fonctions militaires seraient ouvertes aux femmes sans exception. En 2018, il y avait 92 femmes servant dans les armes de combat du Corps des Marines. 

## Diversité des femmes dans le Corps des Marines
Le commandant des Marines, le général Robert Neller a déclaré en 2016 que le recrutement de femmes et d'officiers issus des minorités avait atteint 33 % au cours de l'exercice, soit une augmentation d'environ dix points de pourcentage par rapport aux années précédentes. De plus, une étude de 2016 sur les recrues enrôlées a montré que dans le Marine Corps, près de soixante-dix pour cent des femmes enrôlées étaient blanches, suivies des femmes hispaniques, qui représentent vingt pour cent. 

## Histoire

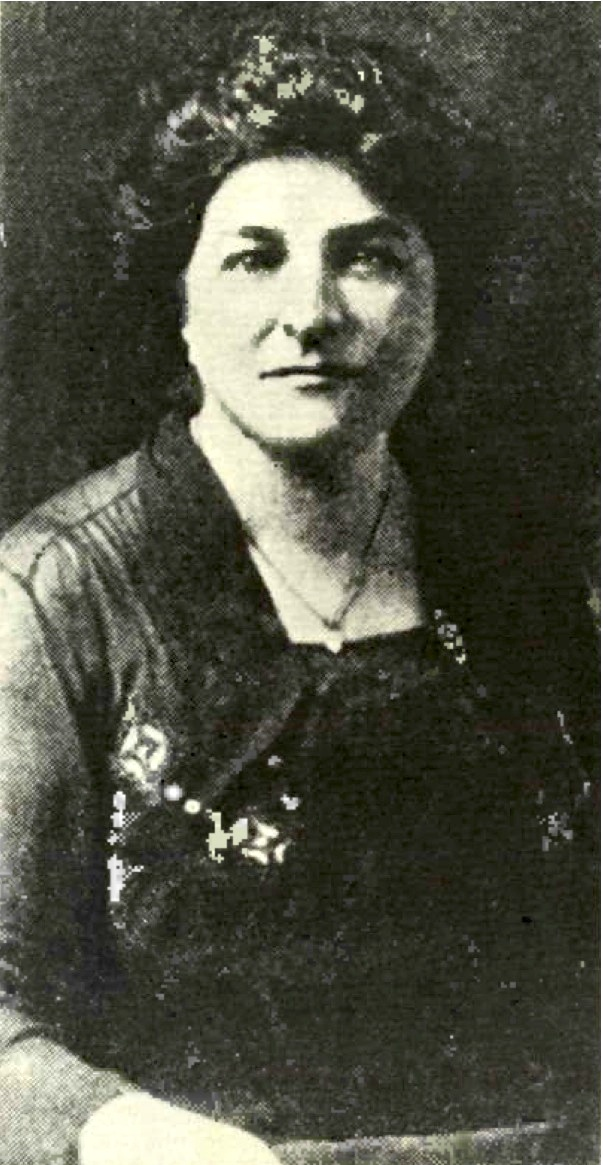
Opha May Johnson a été la première femme connue à s'être engagée dans les Marines. Elle a rejoint la Marine Corps Reserve en 1918, devenant officiellement la première femme Marine.

### Avant la Première Guerre mondiale
Lucy Brewer (ou Eliza Bowen, ou Louisa Baker) est le nom de plume d'un écrivain qui prétendait être la première femme des Marines des États-Unis, servant à bord de l'USS Constitution en tant que tireur d'élite dans les années 1800 tout en prétendant être un homme nommé George Boulanger,. Les aventures de Brewer ont probablement été écrites par Nathaniel Hill Wright (1787–1824) ou l'éditeur de Wright, Nathaniel Coverly. Personne du nom de Lucy Brewer (ou celui de ses autres pseudonymes, ou celui de son mari) ne figure dans les documents historiques du corps. En outre, il est hautement improbable qu'une femme ait pu se déguiser pendant trois ans car la vie à bord d'un navire n'offrait guère d'intimité (il n'y avait pas de toilettes ou des quartiers privés sur le navire et des examens physiques approfondies étaient passés). De plus, le livre de Brewer La Femme Marine, les détails sur le navire et sa participation aux voyages et batailles sont presque mot pour mot les récits publiés par les commandants du navire dans les journaux contemporains. 

### Première Guerre mondiale
Opha May Johnson fut elle la première femme connue à s'enrôler dans les Marines. Elle a rejoint la Marine Corps Reserve le 13 août 1918 lors de l'implication de l'Amérique dans la Première Guerre mondiale, devenant officiellement la première femme marine,. À partir de ce moment et jusqu'à la fin de la Première Guerre mondiale, 305 femmes s'étaient enrôlées dans les Marines. Elles étaient souvent surnommés «Marinettes» et aidaient aux tâches de bureau au quartier général des Marines, de sorte que les hommes qui occupaient généralement les postes administratifs pouvaient être envoyés en France pour participer à la guerre. 

### Seconde Guerre mondiale
Le Marine Corps a créé la Marine Corps Women's Reserve en 1943, lors de la participation de l'Amérique à la Seconde Guerre mondiale. Ruth Cheney Streeter en fut la première directrice. Plus de 20 000 femmes Marines ont servi pendant la Seconde Guerre mondiale, dans plus de 225 spécialités différentes, occupant 85 % des emplois à l'état-major des Marines et comprenant de la moitié aux deux tiers du personnel permanent des principaux postes du Corps des Marines. Cependant, ce n'est qu'après la Seconde Guerre mondiale, en 1948, que la "Women's Armed Services Integration Act" de 1948 a accordé aux femmes un statut permanent dans les forces régulières et de réserve des Marines. 

### Guerre de Corée
La Réserve des femmes du Corps des Marines fut mobilisée en août 1950 pour la guerre de Corée, atteignant finalement un effectif maximal de 2 787 femmes en service actif. La plupart des femmes marines faisaient partie du personnel administratif et de bureau. 

### Guerre du Vietnam
En 1967, le sergent-chef Barbara Dulinsky est devenue la première femme marine à servir dans une zone de combat au Vietnam. Au plus fort de la guerre du Vietnam, il y avait environ 2 700 femmes marines en service actif, servant à la fois aux États-Unis et à l'étranger. 

### Conflit au Moyen-Orient

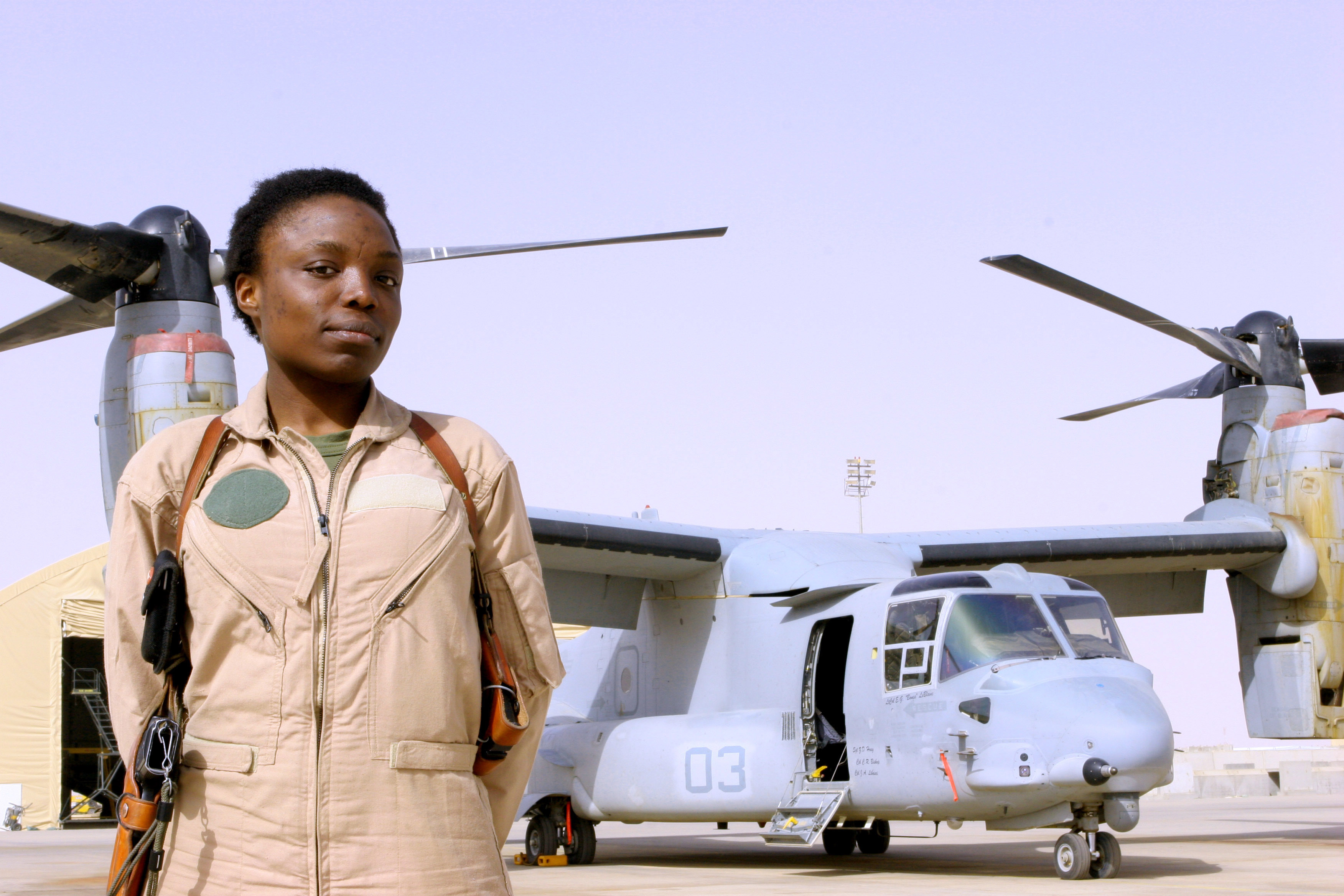
Le capitaine Elizabeth A. Okoreeh-Baah, la première femme pilote de MV-22 Osprey, se tient sur la piste à Al Asad, en Irak, après une opération de combat le 12 mars 2008.

Un millier de femmes Marines furent déployées pour l'opération Tempête du désert (1990) et l'opération Bouclier du désert (1990-1991) ,,. 
Des femmes marines ont servi dans la guerre d'Afghanistan de 2001 à 2014 et dans la guerre d'Irak de 2003 à 2011,,.

## Enjeux pour les femmes au sein du corps

### Exclusions de combat et femmes au combat (depuis 1993)
Le 28 avril 1993, l'exclusion de combat a été levée des positions d'aviation par Les Aspin, permettant aux femmes de servir dans presque n'importe quelle fonction d'aviation. 
En 1994, le Pentagone déclarait : « Les engagé(e)s sont éligibles pour servir dans n'importe que fonction pour lesquelles ils et elles sont qualifié(e)s. À l'exception des femmes qui sont exclues des fonctions dans les unités en dessous du niveau brigade dont la mission principale est d'être engagées dans les actions de combat direct. »
Cette politique excluait également les femmes affectées à certaines organisations en raison de leur proximité avec le combat direct ou la «colocalisation», comme la politique la mentionnait spécifiquement. Selon l'armée, la colocalisation se produit lorsque «la position ou l'unité se localise physiquement et demeure avec une unité militaire assignée à une mission doctrinale pour s'engager régulièrement dans des combats directs». 
En 2013, Leon Panetta leva l'interdiction imposée aux femmes de servir au combat dans l'armée, renversant ainsi la règle de 1994. La décision de Panetta a donné aux unités militaires jusqu'en janvier 2016 pour demander des exceptions spéciales s'ils pensaient que des postes devaient rester fermés aux femmes. Les services avaient jusqu'en mai 2013 pour établir un plan d'ouverture de toutes les unités aux femmes et jusqu'à fin 2015 pour le mettre en œuvre. En 2015, Joseph Dunford, commandant du Corps des Marines, recommanda que les femmes soient exclues de certains emplois de combat de première ligne. Cette année-là, un responsable américain a confirmé que le Marine Corps avait demandé de garder certains emplois de combat restreints uniquement aux hommes. Cependant, en décembre 2015, le secrétaire à la Défense Ash Carter a déclaré qu'à partir de 2016, tous les emplois de combat soient ouverts aux femmes. En mars 2016, Ash Carter a approuvé les plans définitifs des branches des forces armées et du US Special Operations Command pour ouvrir tous les emplois de combat aux femmes et a autorisé l'armée à commencer à intégrer les femmes au combat "sans délai"[réf. souhaitée]. 
En 2016, une lance-corporal des Marines a demandé une mobilité dans une «spécialité professionnelle militaire» de l'infanterie, ce qui en fit la première femme marine à s'engager dans l'infanterie. 
En 2017 également, de nombreuses femmes ont franchi les barrières au sein du Marine Corps. Du côté de l'enrôlement, le PFC Maria Daume, née dans une prison sibérienne et adopté par la suite par des Américains, est devenue la première Marine à rejoindre l'infanterie à travers le processus de formation de recrutement traditionnel. Du côté des officiers, le premier lieutenant Marina A. Hierl est devenue la première femme à obtenir son diplôme d'officier d'infanterie du Corps des marines,, et le deuxième lieutenant Mariah Klenke est devenue la première femme officier à obtenir le diplôme du cours d'officier d'assaut amphibie des Marines. 
Début 2018, le colonel Lorna M. Mahlock est devenue la première femme afro-américaine à être nommée général de brigade (une étoile) dans le Corps des Marines des États-Unis. 

### Sexisme et harcèlement sexuel
Frontiero c. Richardson , 411 U.S.  677 (1973), fut un arrêt historique de la Cour suprême des États-Unis  qui a statué que les avantages accordés par l'armée aux militaires ne pouvaient pas différer en fonction du genre. 
Début 2017, un scandale de photos nues éclata,,. Initialement, le scandale était limité au Marine Corps, mais il impliquait rapidement le reste de l'armée américaine. Le scandale a amené le Corps à mener de multiples enquêtes sur plus de 80 membres du personnel des Marines, ainsi qu'à s'attaquer à la culture du harcèlement sexuel au sein du Corps des Marines. 
Dans le rapport annuel 2017 sur les agressions sexuelles dans l'armée américaine, 998 cas d'agression sexuelle ont été signalés dans le Marine Corps, en hausse de 14,9 % par rapport à l'année précédente. Les responsables du Pentagone ont déclaré que l'augmentation de ce pourcentage était due à une plus grande prise de conscience des options administratives et juridiques offertes aux victimes, leur donnant plus de confiance pour s'exprimer.

### Politique d'orientation sexuelle et d'identité de genre
Avant l'adoption de la politique « Ne demandez pas, ne dites pas » en 1993, les lesbiennes et les femmes bisexuelles (et les hommes gays et bisexuels) étaient interdites de service dans l'armée. En 1993, la politique «Ne demandez pas, ne dites pas» fut promulguée, qui stipulait que les militaires ne pouvaient pas interroger les autres militaires sur leur orientation sexuelle,. Cependant, jusqu'à la fin de la politique en 2011, les militaires étaient toujours expulsés de l'armée s'ils se livraient à des relations sexuelles avec un membre du même sexe, déclaraient être lesbiennes, gays ou bisexuels et/ou se mariaient ou tentaient de se marier avec quelqu'un du même sexe. 
De 1960 au 30 juin 2016, toutes les personnes transgenres, y compris, mais sans s'y limiter, les femmes transgenres, ont été interdites de servir et de s'engager dans l'armée américaine, y compris, les Marines. Du 30 juin 2016 au 11 avril 2019, le personnel transgenre de l'armée américaine a été autorisé à servir dans son sexe préféré une fois la transition terminée. Du 1er janvier 2018 au 11 avril 2019, les personnes transgenres pouvaient s'engager dans l'armée américaine à condition d'être stables pendant 18 mois dans leur sexe préféré ou biologique.